# Phan Thiết
Phan Thiết ist eine Stadt in der Provinz Bình Thuận im Südosten von Vietnam mit etwa 350.000 Einwohnern (2011). Der Stadtbereich ist 206 Quadratkilometer groß und umfasst 15 Stadtteile und ein Dorf. Phan Thiết befindet sich ca. 200 km nordöstlich von Hồ-Chí-Minh-Stadt an der Spitze einer Halbinsel.

## Bilder

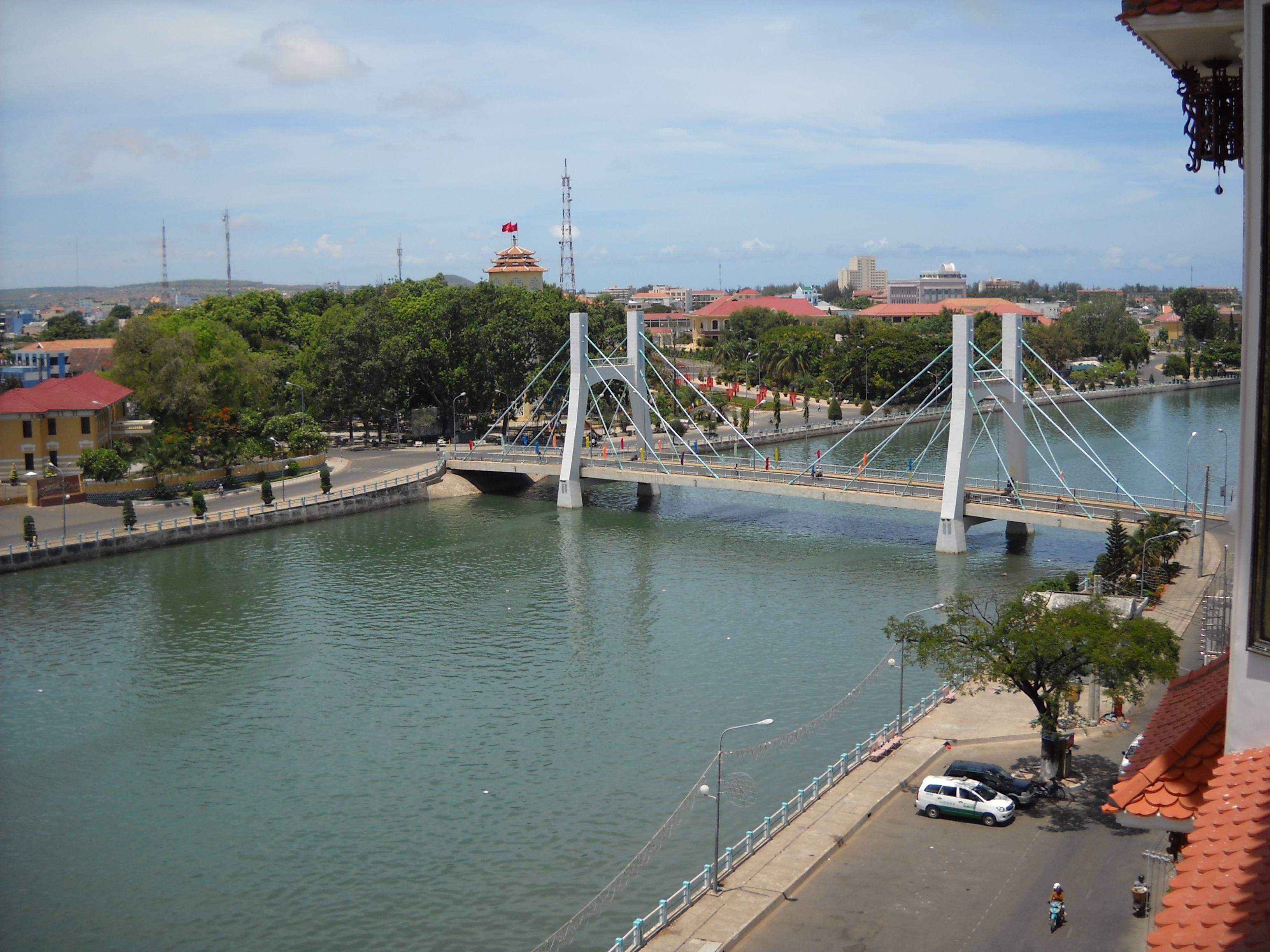
Phan Thiết von oben
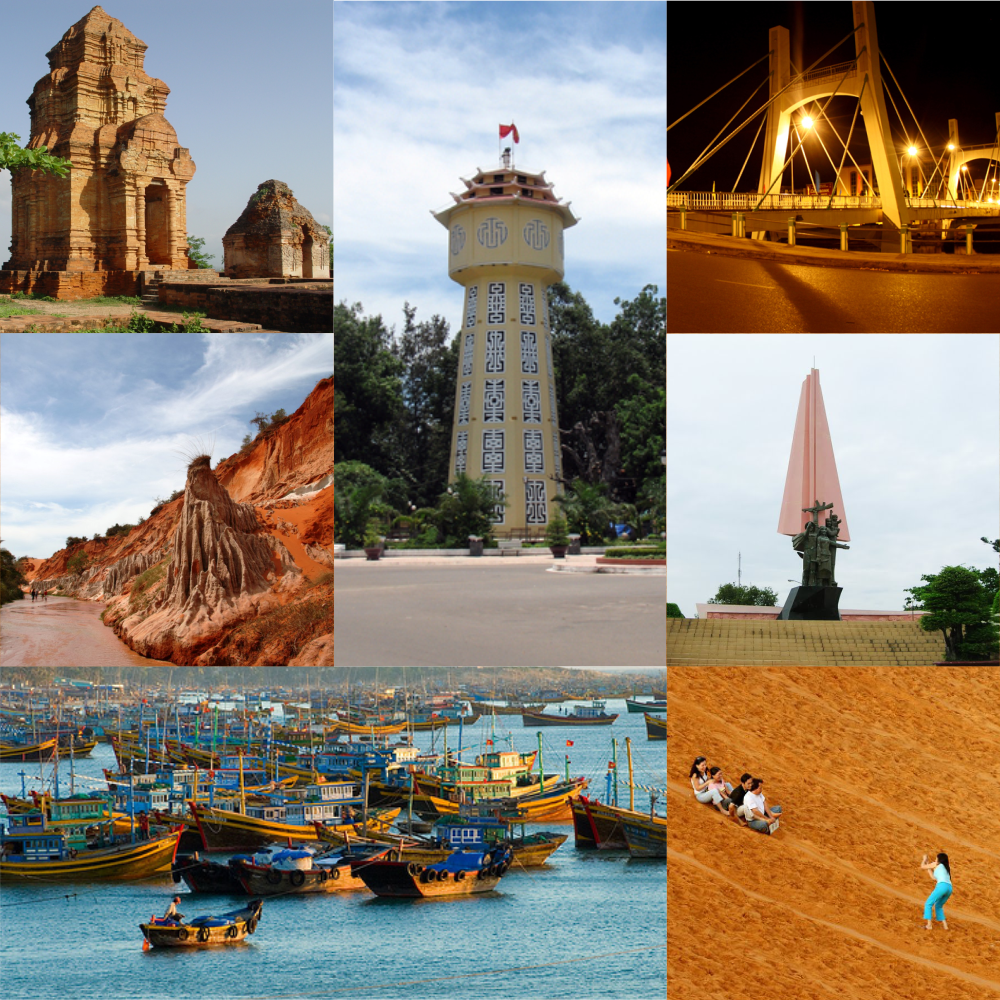
Phan Thiết
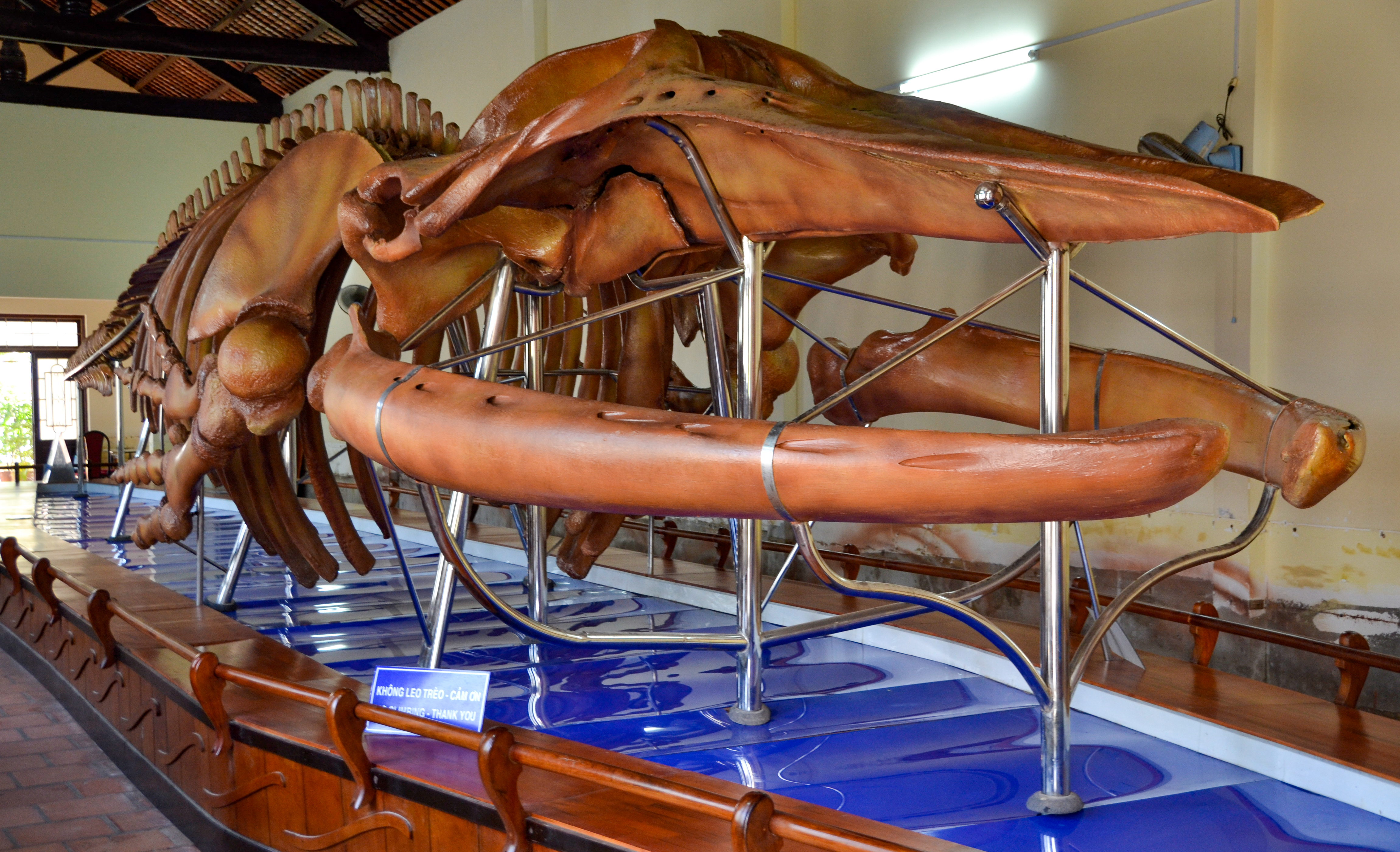
Das größte Walskelett Vietnams im Vạn Thủy Tú-Tempel, ein Beispiel für vietnamesische Walverehrunge in den vietnamesischen Volksreligion